# Art public

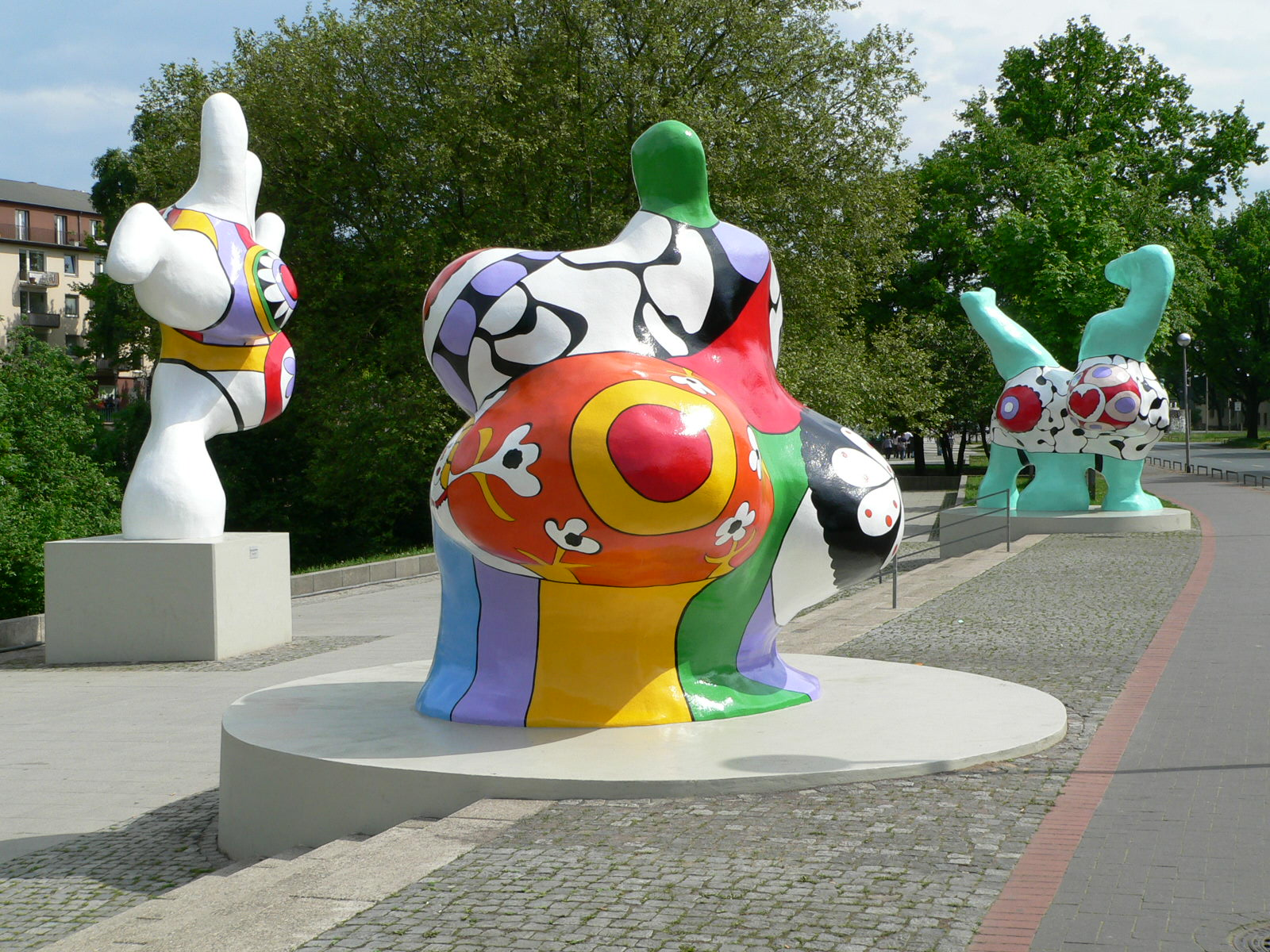
Nanas de Niki de Saint Phalle à Hanovre, Allemagne.

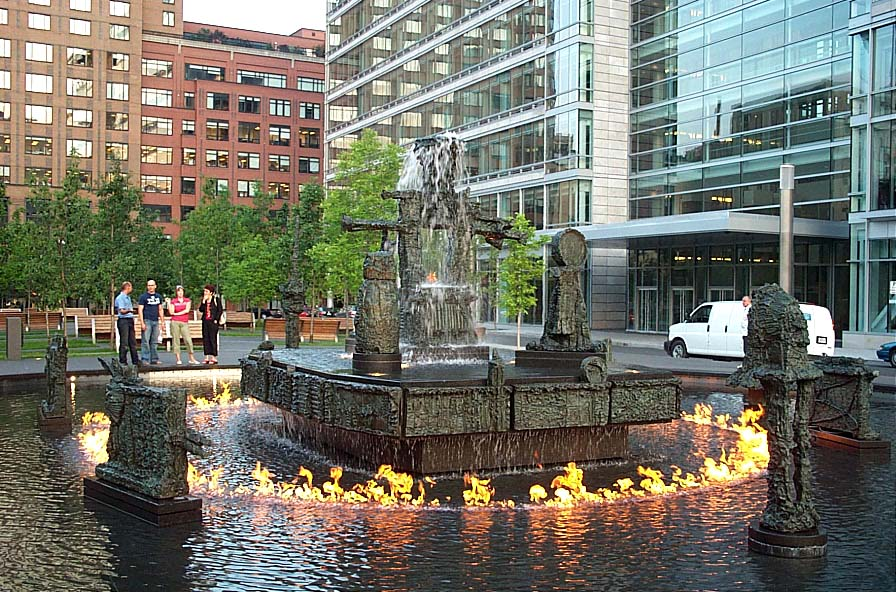
La Joute de Jean-Paul Riopelle à Montréal, une installation située en plein air qui fait intervenir une sculpture cinétique, des jets de flamme, des fumigènes et une fontaine.

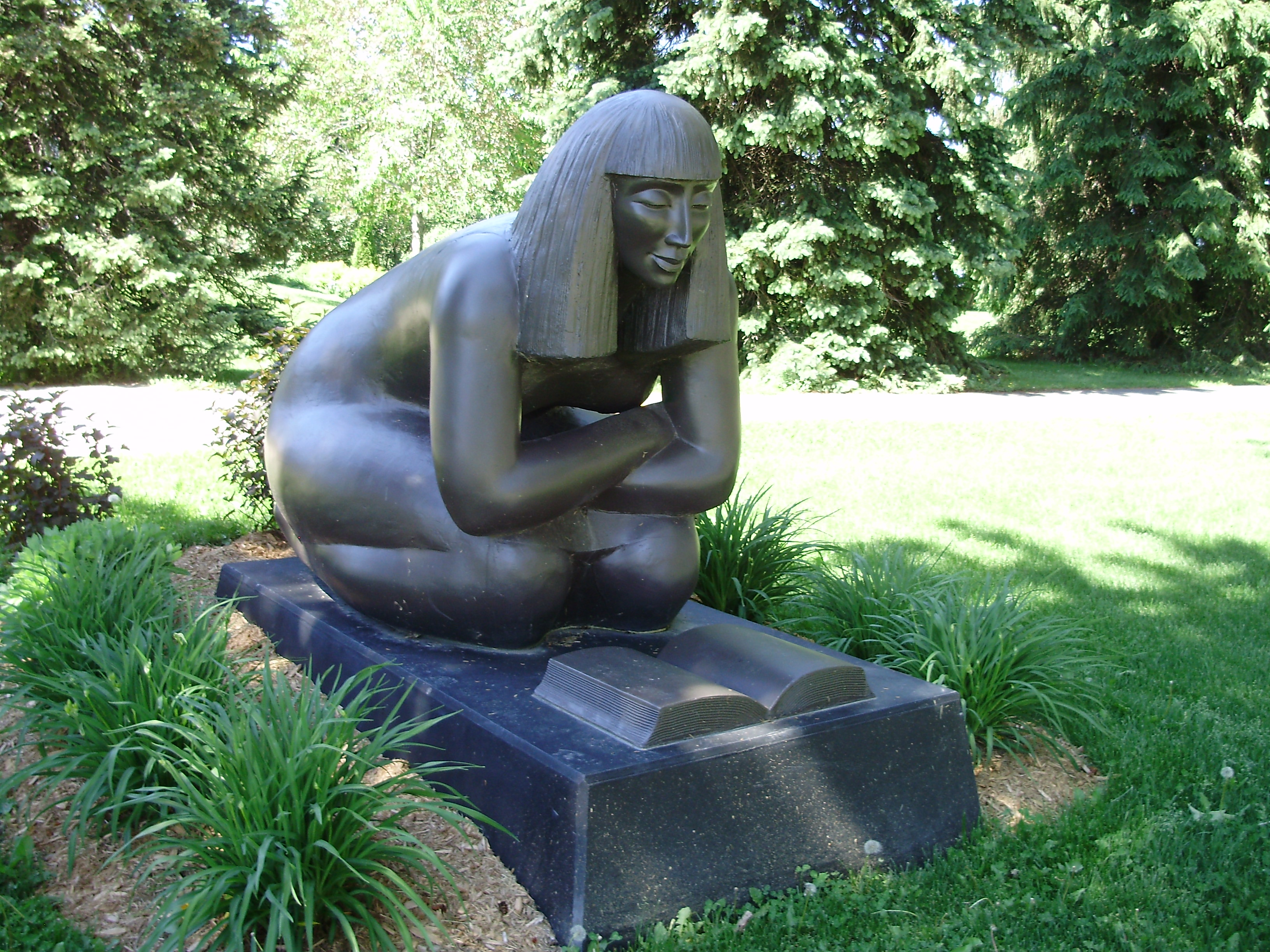
La lectrice, œuvres de Roger Langevin, sculpteur à Rimouski au Québec.

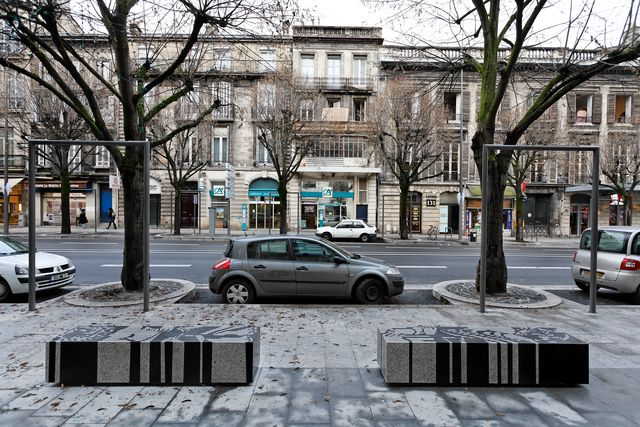
Mithra, les Carmes, Cautopatès, mobilier urbain de Danielle Justes sur le cours Victor-Hugo de Bordeaux : deux lithostrates de granit en enfilade comme des sarcophages.

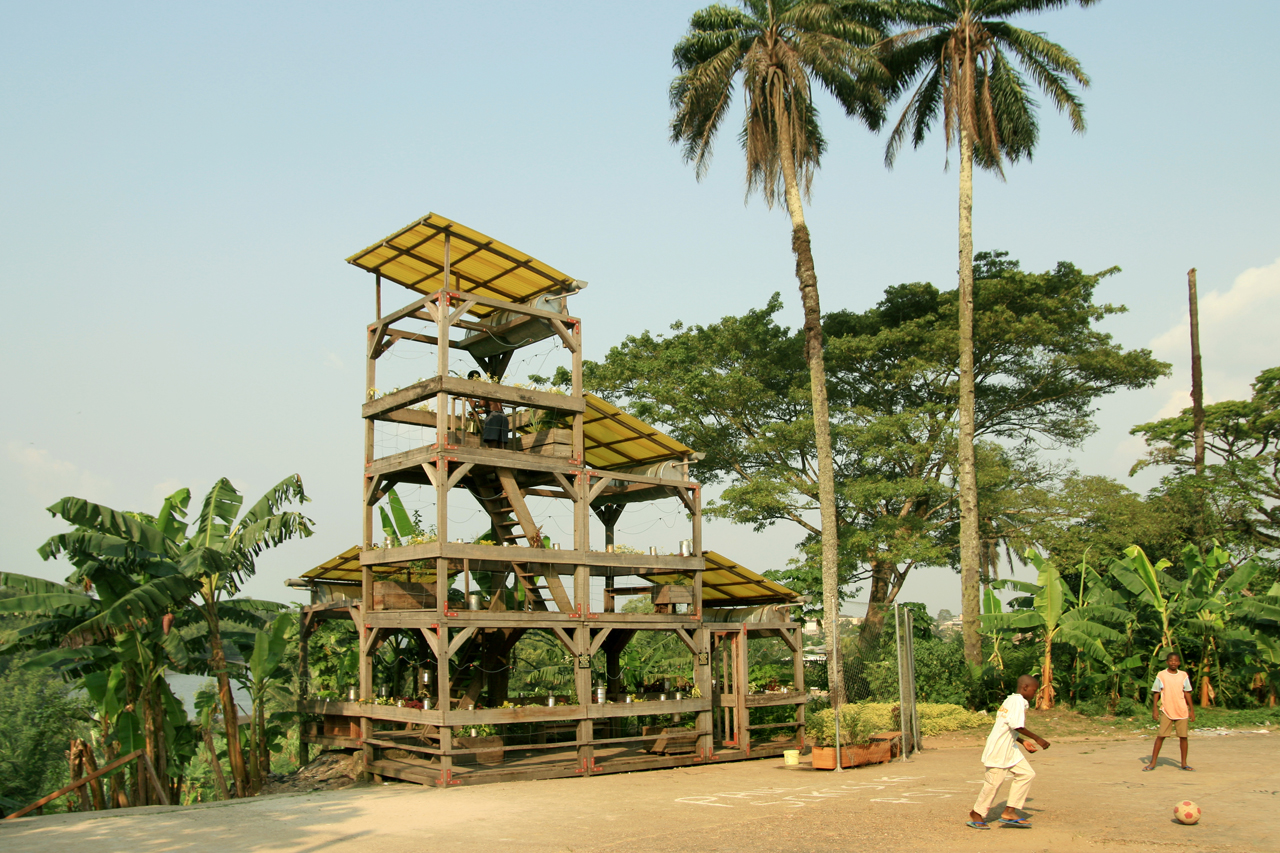
Le Jardin sonore à Douala (Cameroun) se présente comme une structure en bois construite sur trois étages à la fois point de vue panoramique sur le fleuve Wouri, jardin botanique et orgue de percussion de gouttes d'eau.

Ne doit pas être confondu avec Art urbain.
La définition de l'art public est incertaine et soumise à des controverses.
L'art public est, selon certains, l'ensemble des œuvres réalisées sur commande d'une collectivité publique, étatique ou locale,, placées dans l'espace urbain. Certains auteurs incluent les performances théâtrales et actions éphémères.
Pour d'autres, art public est un terme générique décrivant les œuvres d'art conçues et exécutées pour être placées dans un espace public, en dehors des espaces explicitement consacrés à l'exposition d'œuvres d'art tels que les musées, galeries, etc..
Une troisième catégorie d'auteurs désigne l’art public comme la volonté d'artistes de se mettre au service du public, hors, voire contre, le cadre institutionnel.

## Définition institutionnelle
Selon la définition institutionnelle, l'art public désigne les réalisations généralement pérennes d'artistes - sculpture, architecture éventuellement monumentale, peinture - planifiées et exécutées en vue d'être présentées sur l'espace public : principalement en extérieur et accessible à tous, mais également parfois à l'intérieur d'édifices ouverts au public. Les monuments et les statues sont sans doute les formes les plus anciennes et les plus visibles d'art public officiellement approuvées, mais le terme peut englober le mobilier urbain et toutes les initiatives destinées à orner l'espace urbain.
D'un point de vue institutionnel, il y a lieu de distinguer les réalisations pérennes des actions éphémères. Les fonds destinés aux premières sont des investissements, tandis que ceux accordés aux secondes sont des dépenses de fonctionnement ; en France, la notion d'art public n'existe pas en droit, les fonds publics destinés à l'éphémère se classent sous la rubrique action culturelle. Au Québec, art public désigne, en droit, des réalisations matérielles, pérennes ou non.
Les œuvres destinées à l'espace public sont souvent construites en matériaux durables et faciles d'entretien pour éviter les effets des éléments et du vandalisme ; certaines œuvres, temporaires, peuvent être constituées de matériaux plus éphémères. Les œuvres pérennes sont parfois intégrées dans la création et la rénovation des édifices et des sites et plus généralement aux processus d'aménagement urbain.
L'art public institutionnel est installé avec l'autorisation ou la collaboration des propriétaires et des administrateurs publics de l'espace voisin.

### Financement
Pour certains auteurs, l'art public se définit par le financement de l'État ou d'une collectivité locale.
Pour les auteurs qui considèrent que l'art public est celui installé dans un lieu public, le financement peut être public, privé dans le cas d'un mécénat, ou par souscription publique, comme il arrive pour l'installation de monuments commémoratifs. Les entreprises peuvent financer l'art public, soulevant de nouvelles polémiques, comme celles qui entourent l'installation de Fearless Girl face au Taureau de Wall Street. Dans ce cas exemplaire et complexe, les autorités municipales n'ont qu'un rôle régulateur, tandis que les parties demandent à la justice son arbitrage.
Certains gouvernements encouragent activement la création d'art, sans que cet encouragement débouche nécessairement sur un art public, dans l'un ou l'autre des sens envisagés. L'obligation de consacrer à l'art un pourcentage des coûts de construction d'un bâtiment neuf n'oblige pas les promoteurs à financer de l'art public. Les fonds sont privés et les œuvres peuvent être exposées dans des parties de la construction collectives, mais non publiques. Il en va de même pour les dispositions budgétaires consacrées à l'art.
Attribuer 1 % du coût de la construction à l'art est une règle dans certains pays, mais les montants peuvent varier fortement suivant les lieux. En France, la disposition du 1 % artistique est instituée en 1951 pour financer des œuvres liées à la création architecturale publique. Au Québec, le budget de tout édifice publiquement financé doit mettre de côté 1 % pour l'art depuis les années 1960. À New York, au moins 1 % des premiers 20 millions de dollars (et un demi pour cent au-delà) doit être alloué aux œuvres dans tout édifice public appartenant à la ville. À Toronto, la loi requiert qu'au moins 1 % de tout budget de construction soit destiné à l'art public[réf. souhaitée]. Au Royaume-Uni, le montant est laissé à la discrétion des autorités locales[réf. souhaitée].

## Définitions alternatives
Des artistes et critiques revendiquent un art public par opposition à celui qui s'expose dans les lieux spécialement consacrés au culte de l'art. La notion se rapproche alors fortement de celle d'art urbain ou Art urbain (« street art »). Elle inclut des formes non autorisées d'expression graphique comme les graffiti ou même des objets non-physiques comme la danse, les processions ou le théâtre de rue.
Il existe un débat sur les contours précis de la notion d'art public, dans le cadre duquel on s'interroge notamment sur l'origine de la production de l'œuvre (commande publique, initiative personnelle d'un artiste ou d'un collectif), de l'acquiescement ou du rejet des pouvoirs publics à son installation ou à sa performance, ou encore les limites de son identification avec les notions d'art urbain ou encore d'arts de la rue.

## Esthétique
Des gouvernements recherchant l'adhésion populaire ont promu la réalisations d'œuvres monumentales, dans les lieux publics, employant des conventions et procédés artistiques traditionnels, accessibles sans éducation spécialisée : le muralisme mexicain se développe à la suite de la Révolution mexicaine ; les gouvernements du Bloc de l'Est imposent le réalisme socialiste pour l'art public.
Les mouvements qui remettent en cause les institutions du champ artistique ont, de leur côté, également contesté l'esthétique qui en émane, qui privilégie la rupture et la nouveauté. Recherchant l'appréciation d'un public qui ne recherche pas l'art, ils utilisent le plus souvent les formes plus accessibles et plus conventionnelles que divulgue la bande dessinée, le dessin de presse et l'illustration en général.
À l'inverse, des institutions gouvernementales peuvent chercher, par leur politique d'achat et de présentation, à rapprocher les tendances de l'art contemporain du public. Dans l'ensemble, cependant, le processus d'attribution d'une commande publique répond à plusieurs préoccupations et concerne plusieurs services administratifs. Les critères esthétiques diffèrent selon la destination de l'œuvre, installée sur la voie publique ou exposée dans un musée.
Certains artistes profitent de la présentation dans l'espace public pour réaliser des œuvres de grand format, trop grandes pour une exposition classique. Par exemple, The Path is the Place in the Line est une œuvre de Richard Long consistant en une randonnée de trois semaines. Gar Waterman (en) a créé une arche gigantesque, mesurant 10 mètres de hauteur et de longueur, enjambant une rue de New Haven. Des artistes comme Christo et Jeanne-Claude, Guillaume Bottazzi, Alexander Calder, Joan Miró, Richard Serra, Daniel Buren, Anish Kapoor, Yayoï Kusama, Michelangelo Pistoletto, Ernest Pignon-Ernest, George Rousse, Richard Serra, Felice Varini, Robert Smithson, Andy Goldsworthy, James Turrell, ou Antony Gormley réagissent ou incorporent leurs œuvres à l'environnement.

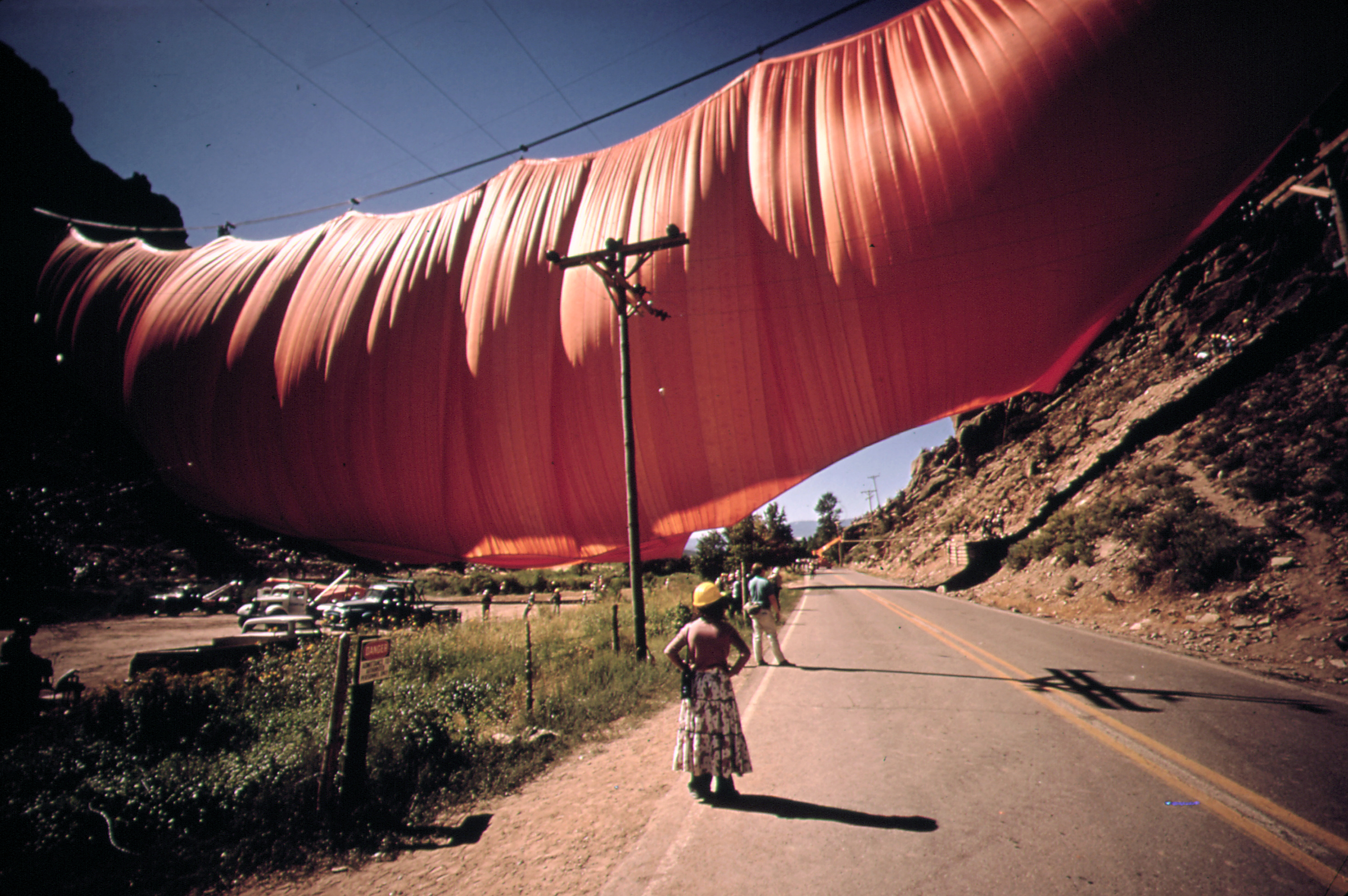
Christo et Jeanne-Claude,Valley Curtain, mai 1972, Collorado (États-Unis)
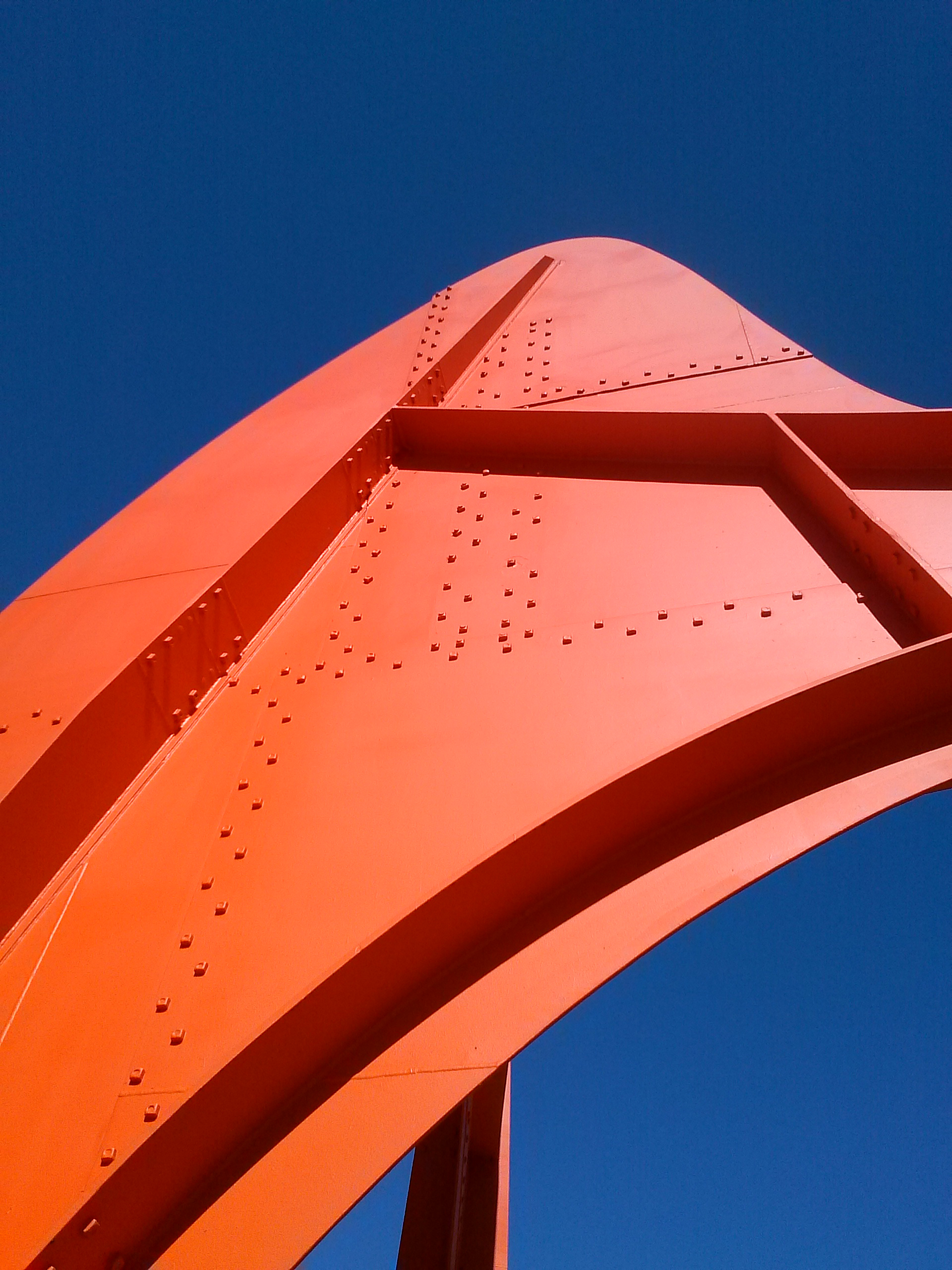
Alexander Calder, La Grande Vitesse, 1969, Michigan (États-Unis)
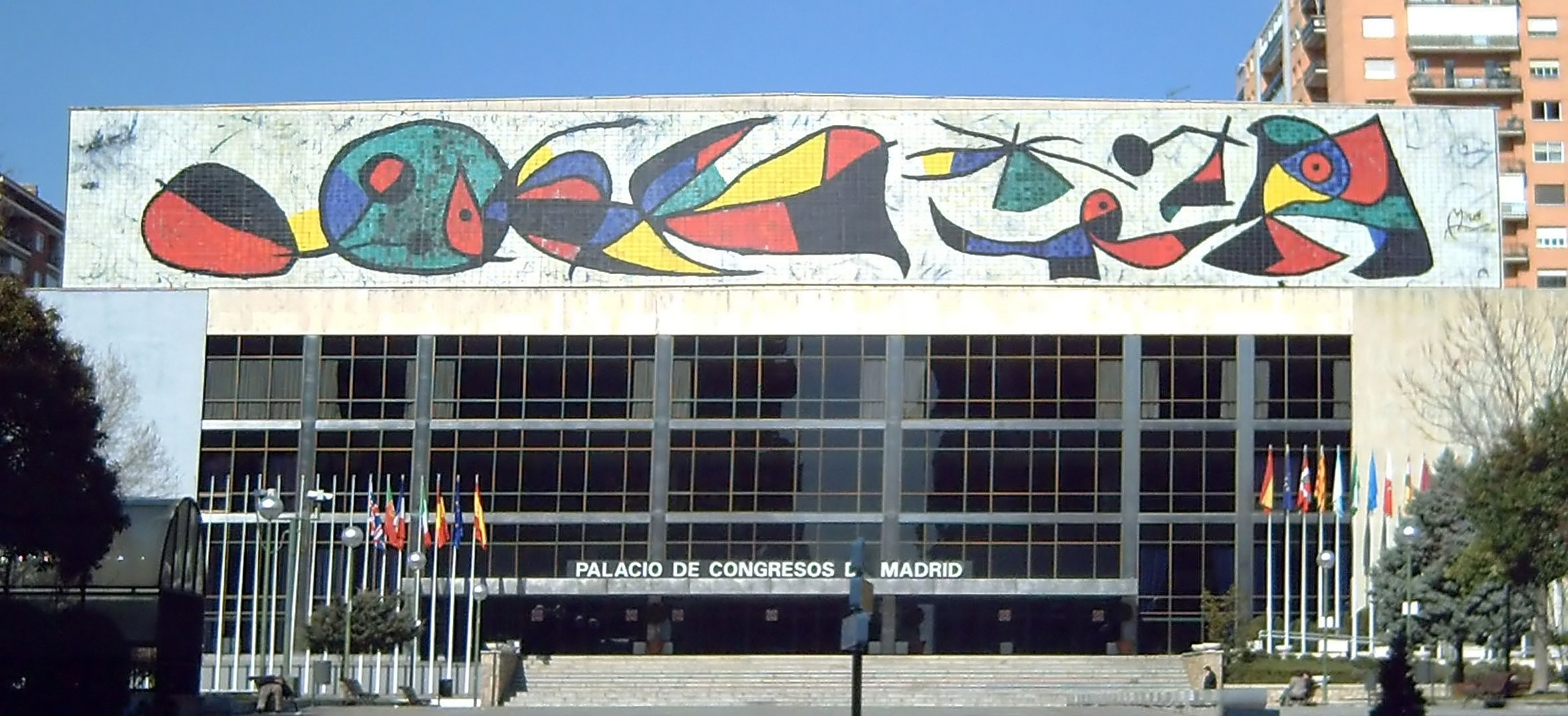
Joan Miró, Mur de Céramique, 1980, Madrid (Espagne)
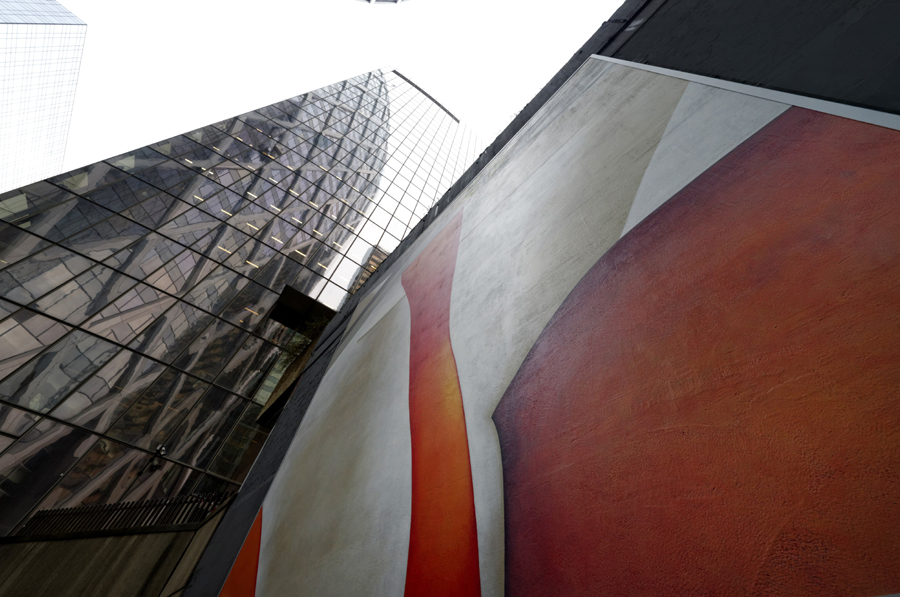
Guillaume Bottazzi, Sans titre, 2015, Paris la Défense (France)
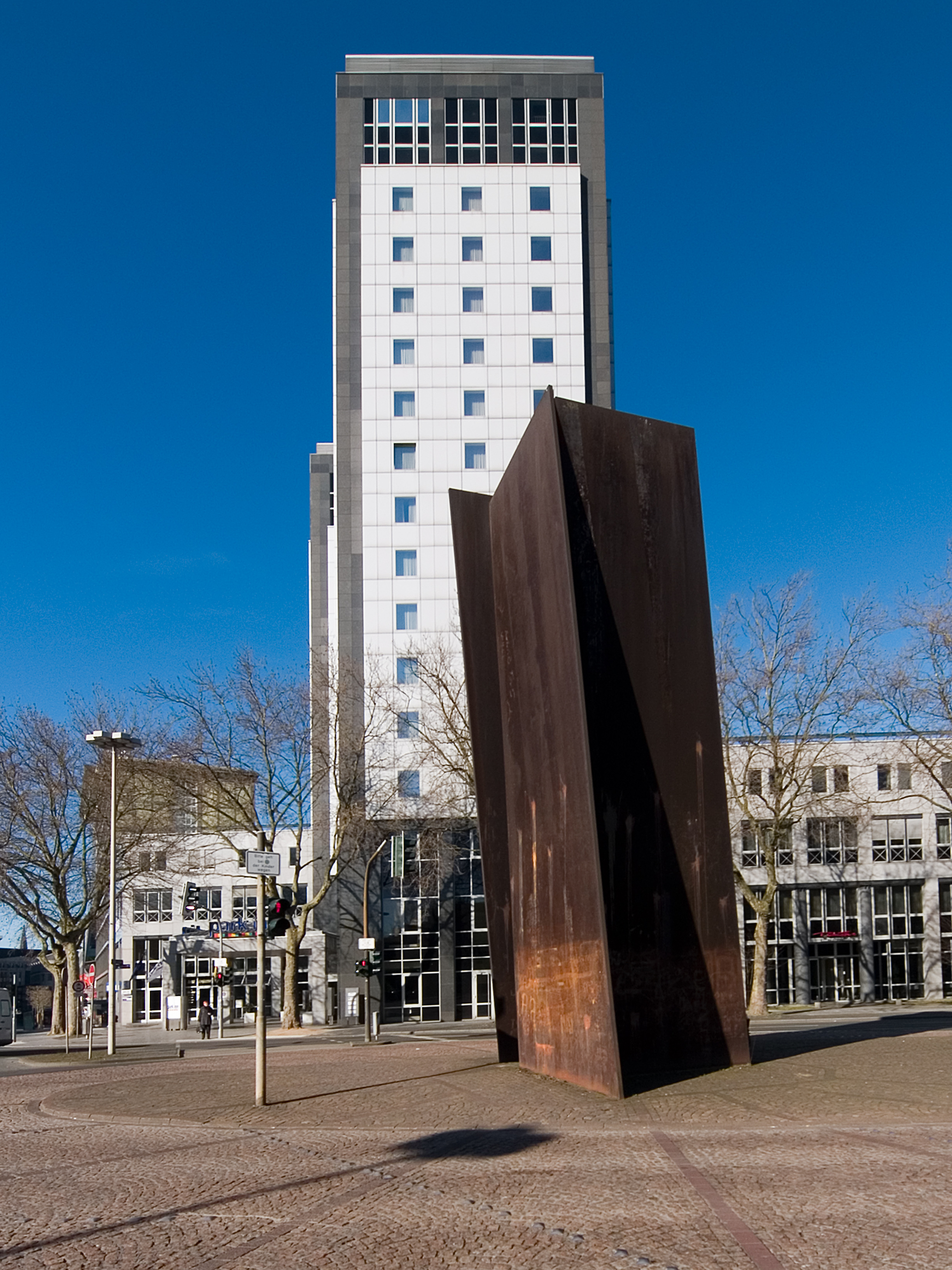
Richard Serra, Terminal, 2014, Bochum (Allemagne)
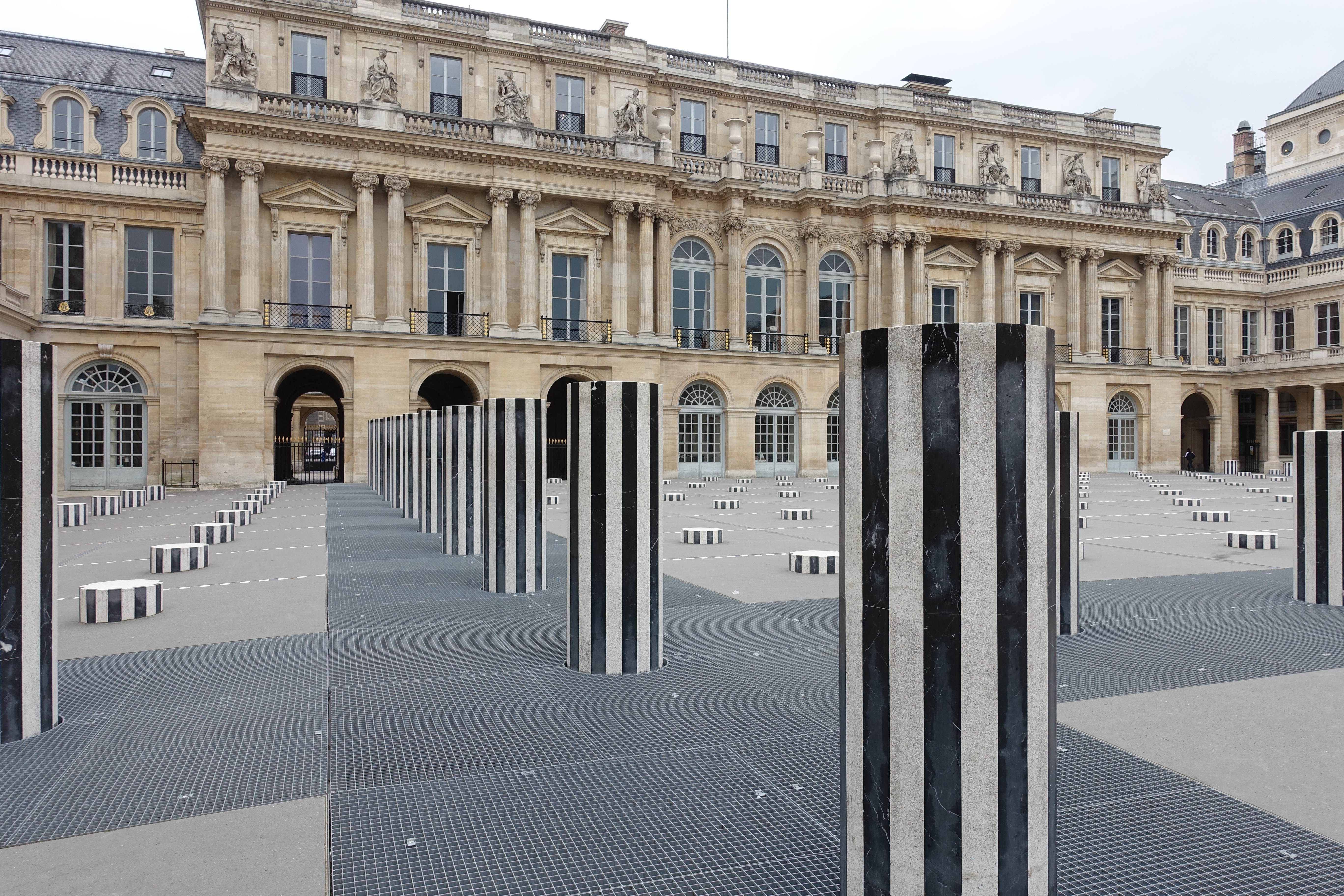
Daniel Buren, Les Deux Plateaux, dits colonnes de Buren, 1986, Paris (France).
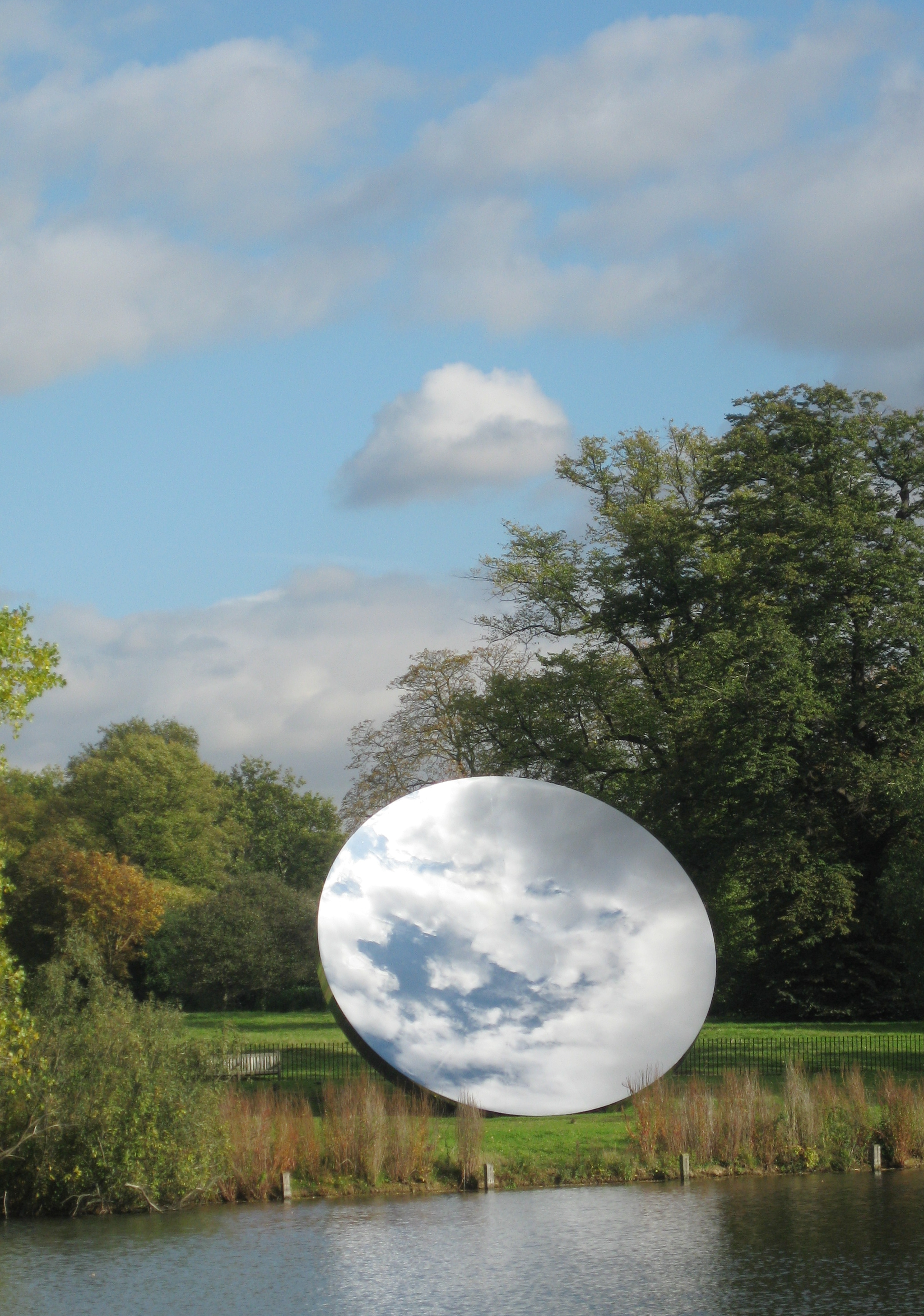
Anish Kappoor, Sky Mirror, 2001, Nottingham (Royaume-Uni).
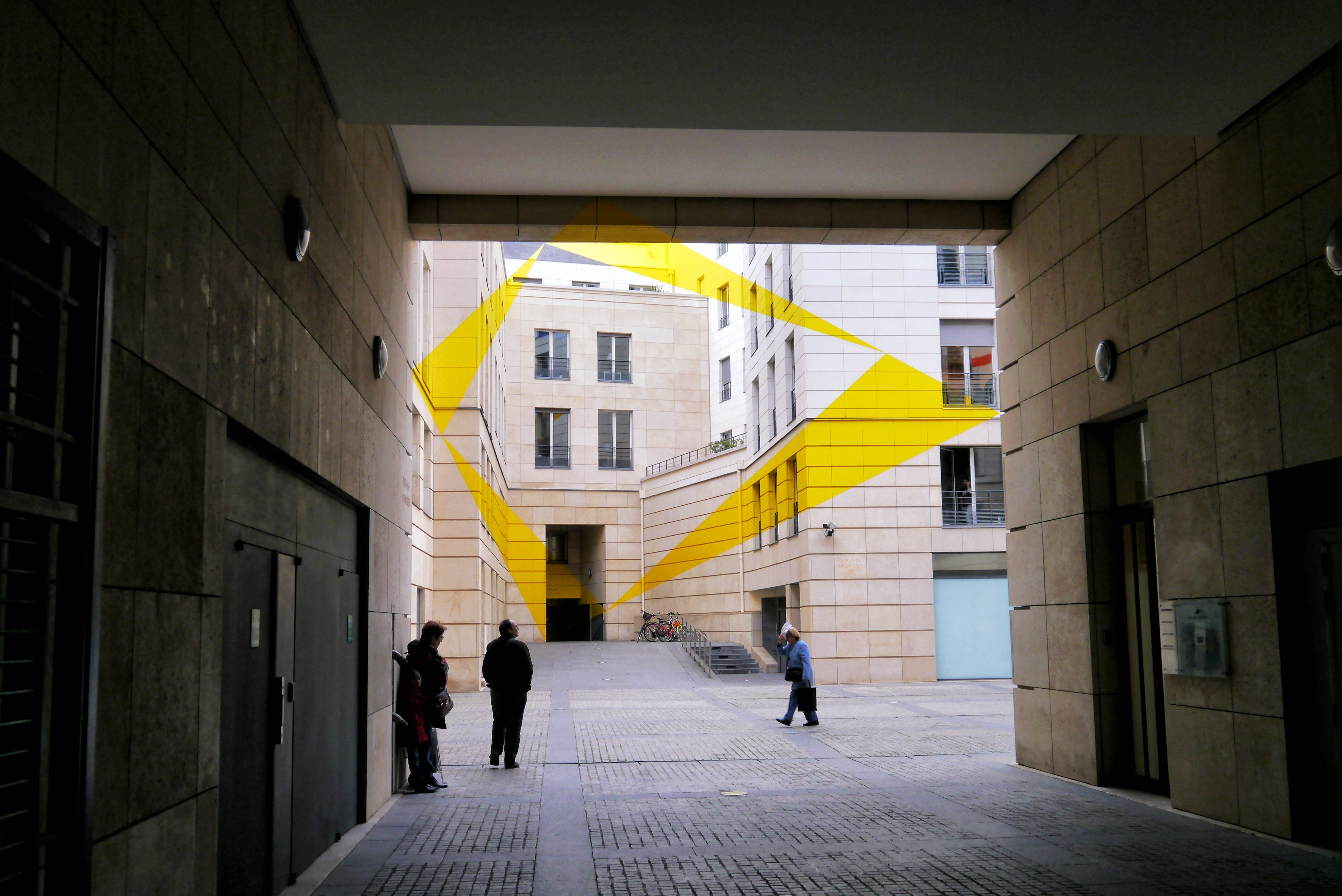
Felice Varini, Carré jaune, 2012, Paris (France)
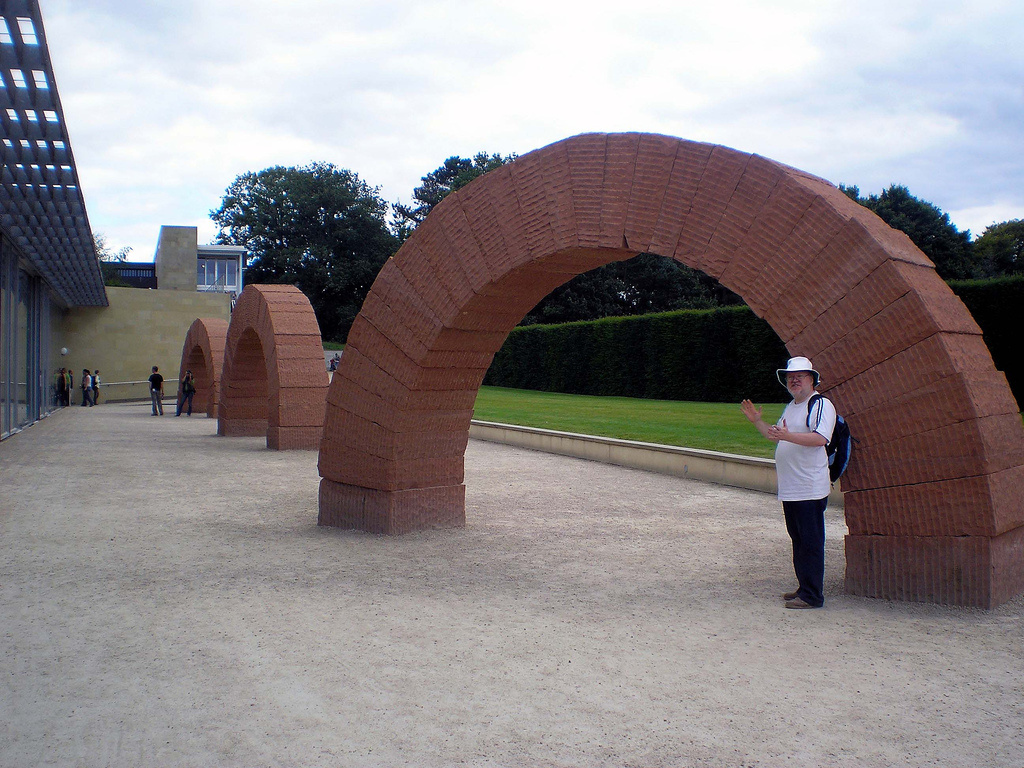
Andy Goldsworthy, Striding Arches, 2007, West Bretton, (Angleterre)
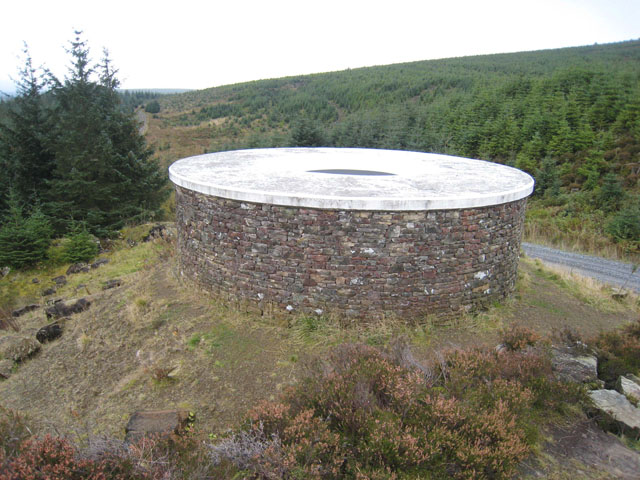
James Turrell, Skyspace, 2000, Kielder Forest (Angleterre)
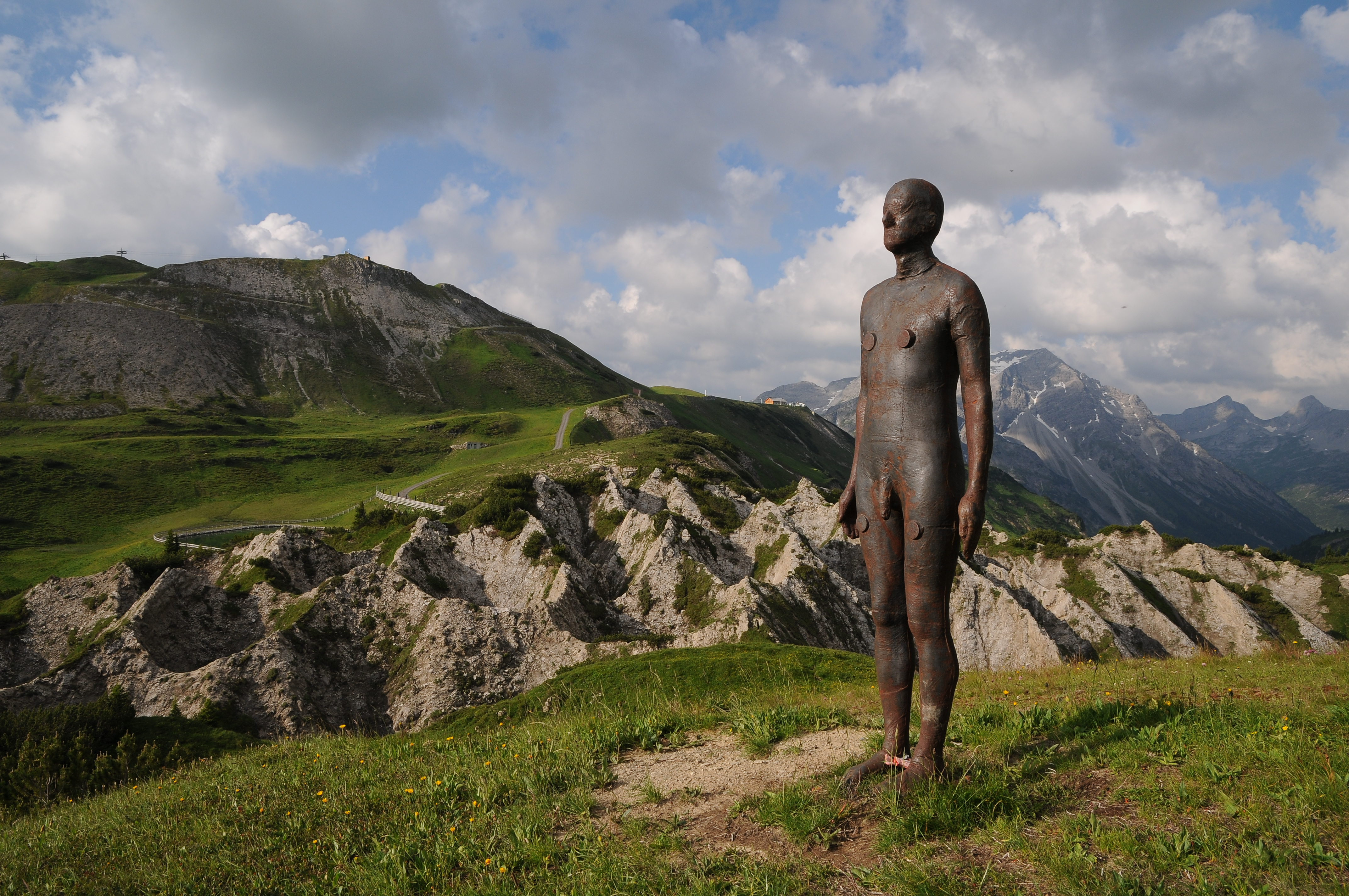
Antony Gormley, Horizon Field, 2010, réserve naturelle "Obere Gipslöcher" (Autriche)
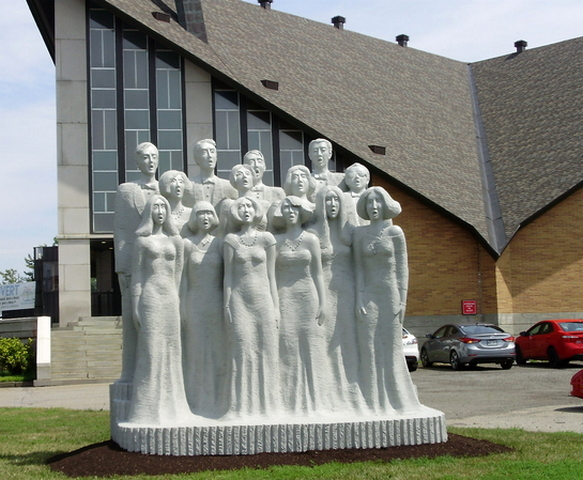
La Chorale, grandiose de Roger Langevin sculpteur, et disposé devant l'église de Rimouski-est au Québec,Canada